# Romila Thapar
Romila Thapar, née le 30 novembre 1931 à Lucknow, figure parmi les plus grands historiens de l'Inde. Après avoir étudié à l'université du Panjab, elle a obtenu un doctorat de l'École des études orientales et africaines de l'université de Londres. Elle enseigne l’histoire de l’Inde ancienne à l’université Jawaharlal-Nehru à New Delhi et a été nommée professeur émérite de la même université.

## Biographie
Romila Thapar est la fondatrice de l’archéologie indienne et a introduit le point de vue du positivisme. Elle a clarifié les relations entre l’histoire de l’Inde et celle des autres régions du monde.

## Publications
- Indian Tales, 1961, G. Bell; réédition, 1991, Penguin, New Delhi,  (ISBN 0-14-034811-5)
- Asoka and the Decline of the Mauryas, 1961, London : Oxford University Press, 283 p.  Édition revue et augmentée : Asoka and the Decline of the Mauryas: With a new afterword, bibliography and index Delhi : Oxford University Press, révision 1973, 285 p., édition de 1992 :  (ISBN 0-19-564445-X).
- A History of India..., 1965-1966, Harmondsworth : Penguin books, 2 vol, 18 cm. Pelican books: 769-770.
- Ancient India : a textbook of history for middle schools, 1966, New Delhi : National Council of Educational Research and Training, 151 p.
- Towards understanding India, 1967, with : Thapar, Romila; Naravane, V.S.; Thakurdas, Frank; Beteille, Andre; Murthy, K.S.; Sen, A.K.; Dasgupta, Sugata; Wasi, Muriel; Machwe, Pra. Indian Council for Cultural Relations.
- A History of England : Volume one, 1968, Penguin, 381 p.
- A History of India: Volume 1, 1968, Harmondsworth : Penguin Books, 381 p. Idem : 1990, London : Penguin Books,  (ISBN 0-14-013835-8).
- Communalism and the writing of Indian history, 1969, Thapar, Romila; Mukhia, Harbans; Chandra, Bipin.  Delhi : People's Pub. House, 57 p.
- Utilisation de la culture comme instrument de lutte pour l'indépendance nationale, 1972, Paris : Unesco, 8 p.
- The Past and Prejudice, 1975, New Delhi : National Book Trust, 70 p.
- Ancient Indian Social History: Some Interpretations, 1978, New Delhi : Orient Longman, 396 p.  (ISBN 0-86131-011-X).
- From Lineage to State, 1984, Bombay : Oxford University Press, 189 p.  (ISBN 0-19-561394-5).
- From Lineage to State: Social Formations of the Mid-First Millennium B.C. in the Ganges Valley, 1985, Bombay : Oxford University Press (OUP), 189 p.  (ISBN 0-19-561394-5).
- Clan, caste and origin myths in early India, 1992, New Delhi : Manohar, 19 p.  (ISBN 81-85425-80-9).
- Interpreting Early India, 1993.c1992, Delhi ; New York : Oxford University Press, 181 p.  (ISBN 0-19-563342-3)
- Cultural Transaction and Early India: Tradition and Patronage, 1994, Delhi ; New York : Oxford University Press, 40 p.  (ISBN 0-19-563364-4). Deux conférences de 1987.
- Time as a metaphor of history : early India, 1996, Delhi : Oxford University Press, 53 p.  (ISBN 0-19-563798-4). Autre tirage: 2002.
- History and Beyond, 2000, New Delhi ; New York : Oxford University Press (pagination multiple ; 22 cm),  (ISBN 0-19-564708-4) : Contient : Interpreting early India. - Time as a metaphor of history. - Cultural transaction and early India. - From lineage to state.
- India : Another Millennium?, 2000, New Delhi : Viking, 317 p.  (ISBN 0-670-89645-4).
- Cultural pasts : essays in early Indian history, 2000, New Delhi ; New York : Oxford University Press, 1156 p.  (ISBN 0-19-564050-0).
- Narratives and the making of history : two lectures, 2000, Delhi ; Oxford : Oxford University Press, 64 p.  (ISBN 0-19-565177-4).
- Early India: From the Origins to AD 1300, 2002; Great Britain : Penguin,  (ISBN 0-520-23899-0), idem : 2003, sous le titre The Penguin History of Early India: From the Origins to AD 1300,  (ISBN 0-140-28826-0). et format Kindle
- Sakuntala: Texts, Readings, Histories, 2002; Anthem,  (ISBN 1-84331-026-0)
- Reading History from Inscriptions: Prof. D.C. Sircar Memorial Endowment Lecture Delivered at the Univ. of North Bengal, 2002, K.P. Bagchi & Co., Kolkata, 17 p.
- Cultural Pasts: Essays in Early Indian History, 2003; Oxford University Press,  (ISBN 0-19-566487-6)
- Somanatha: the many voices of a history , 2004, New Delhi ; New York, NY : Penguin, Viking, 260 p.  (ISBN 0-670-04982-4).
- History and Beyond, 2004
- India: Historical Beginnings and the Concept of the Aryan, 2006, National Book Trust, New Delhi, 201 p.,  (ISBN 81-2374779-9) (rel.). -  (ISBN 978-81-2374779-8)
- Krishna's mandala : Bhagavata religion and beyond, 2010
- Ancient Indian Social History: Some Interpretations , 2010 Kindle
- Sakuntala – Texts, Readings, Histories , 2011
- Asoka and the Decline of the Mauryas, 2012
- Exotic Aliens, 2013 Kindle
- Readings in early Indian history, 2013
- Are we sure about India? (et al.), 2013
- Early Indian History: A Reader, 2013
- The Past Before Us: Historical Traditions of Early North India, 2013
- The Public Intellectual in India, 2015 + Kindle
- Debating the Ancient and Present: A Conversation with Romila Thapar, 2015
- इतिहास, काल और आदिकालीन भारत (traduit de l'anglais [trad. Google: History, period and ancient India], en Hindi), 2018
- The Historian and her Craft: Collected Essays and Lectures (4 volume set), 2018
- On Nationalism avec A. G. Noorani et Sadanand Menon, 2016
- Talking History: Romila Thapar in Conversation with Ramin Jahanbegloo with the Participation of Neeladri Bhattacharya, 2017
  - L'Inde des sciences sociales, 2017
- Indian Cultures as Heritage, 2018
- The Past As Present: Forging Contemporary Identities Through History, 2019
- Which of Us Are Aryans?: Rethinking the Concept of O Ur Origins, 2019
- Gazing Eastwards: Of Buddhist Monks and Revolutionaries in China, 1957, janvier 2021 (à paraître/septembre 2020)

## Distinction
- Prix de la culture asiatique de Fukuoka en 1997